# Список епізодів телесеріалу «Вовченя»
Список серій молодіжного містико-драматичного серіалу «Вовченя», знятого в США за мотивами однойменного фільму 1985 року на замовлення каналу MTV. Прем'єра відбулась 5 червня 2011 року. Серіал було офіційно продовжено на другий сезон 14 липня 2011 року. Зйомки сезону почались у листопаді 2011 року. Прем'єра другого сезону відбулась 3 червня 2012 року.

## Огляд
| Сезон | Сезон | Епізоди | Оригінальна дата виходу | Оригінальна дата виходу | Дата релізу DVD | Дата релізу DVD | Дата релізу DVD |
| Сезон | Сезон | Епізоди | Прем'єра сезону         | Фінал сезону            | Регіон 1        | Регіон 2        | Регіон 4        |
| ----- | ----- | ------- | ----------------------- | ----------------------- | --------------- | --------------- | --------------- |
|       | 1     | 12      | 5 червня 2011           | 15 серпня 2011          | 3 червня 2012   | 9 липня 2012    | 16 травня 2012  |
|       | 2     | 12      | 3 червня 2012           | 13 серпня 2012          | 21 травня 2012  | 10 червня 2012  | 19 червня 2012  |
|       | 3     | 24      | 3 червня 2013           | Н/Д                     | Н/Д             | Н/Д             | Н/Д             |

## Список серій

### Сезон 1 (2011)
| № | #  | Назва                                                    | Режисер       | Сценарист                               | Дата показу в США | Глядачі США (мільйони) |
| --- | -- | -------------------------------------------------------- | ------------- | --------------------------------------- | ----------------- | ---------------------- |
| 1 | 1  | «Wolf Moon» «Вовчий місяць»                              | Расел Малкехі | Джеф Девіс, Джеп Лоеб та Меттью Уейзман | 5 червня 2011     | 2,17                   |
| Скот Маккол, шістнадцятирічний непопулярний підліток та його найкращий друг Стайлз одного разу вночі йдуть до лісу, щоб знайти відсутню частину трупа, проте шериф, батько Стайлза, ловить сина та забирає його додому. Коли Скот повертається додому через ліс, він чує вовче виття, після чого на нього нападає Альфа та кусає його в живіт. Наступного дня, під час гри у лакрос Скот відкриває у собі нові здібності, як-от гострий нюх,тонкий слух, здатність до швидкої регенерації, надможлива сила та пришвидшені рефлекси. Скот звертає на себе увагу новенької у класі, Елісон Арджент та запрошує її піти з ним на вечірку. Стайлз здогадується, що його товариш став перевертнем та попереджає його про те, що нині повний місяць... |    |                                                          |               |                                         |                   |                        |
| 2 | 2  | «Second Chance at First Line» «Шанс почати все спочатку» | Расел Малкехі | Джеф Девіс                              | 6 червня 2011     | 1,47                   |
| Скот розпозвідає Стайлзові, що батько Елісон був серед тих мисливців, що намагались застрелити його у лісі. Пізніше під час тренування Скот сильно вдаряє Джексона у плече, спричинивши вивих. В цей час він починає обертатись у вовка, але Стайлз вчасно відводить його в роздягальню, де Скот намагається напасти на нього, проте Стайлзові вдається привести хлопця до тями. Ввчері того ж дня Дерек переконує Скота не грати у лакрос в суботу ввечері, бо є загроза обернення прямо під час гри. Але Скот не може пропустити гру через тренера, маму та Елісон... |    |                                                          |               |                                         |                   |                        |
| 3 | 3  | «Pack Mentality» «Зграйний розум»                        | Расел Малкехі | Джеф Влемінг                            | 13 червня 2011    | 1,82                   |
| Вночі Скоту приснився дуже реалістичний сон, у якому він нападає на Елісон в шкільному автобусі. пізніше у школі Скот розповідає про це Стайлзу, радіючи, що це був всього лише сон. Коли вони виходять зі школи, хлопці бачать той самий автобус: двері аварійного виходу висять на одній петлі, весь автобус у крові. Скот жахається, гадаючи, що це був не сон, проте невдовзі він знаходить Елісон живу та здорову. На уроці хлопці побачили з вікна класу справжню жертву - постраждалого, проте ще живого водія автобусу. Скот вважає, що це він напав на водія і йде до Дерека за порадою. Дерек каже йому, що це зробив Альфа, котрий обернув Скота та радить йому повернутись до автобусу, щоб пригадати усе... |    |                                                          |               |                                         |                   |                        |
| 4 | 4  | «Magic Bullet» «Чарівна куля»                            | Тобі Уілкінс  | Деніел Сінклер                          | 20 червня 2011    | 1,80                   |
| Вовкулака нападає на жінку в авто та намагається вбити її, проте жертва дістає пістолет та стріляє у нього. Тим часом Дерек намагається вистежити цього перевертня, котрий є Альфою, але його ранять у руку кулею, що містить вовчий аконіт. Скот прокидається від крику та підслуховує розмову Елісон та жінки, яка пізніше виявляється тіткою Елісон Кейт. Жінка каже, що у Дерека є 48 годин перш ніж він помре. Наступного дня Дерек шукає Скота у школі та питає Джексона, де він. Джексон дратує чоловіка і той, не контролюючи себе через рану, впивається кігтями у шию хлопця. Стайлз привозить Дерека у ветеринарну клініку, де працює скот. Скоту терміново потрібно знайти другу кулю у домі Елісон, щоб урятувати життя Дерека... |    |                                                          |               |                                         |                   |                        |
| 5 | 5  | «The Tell» «Розмова»                                     | Тобі Уілкінс  | Моніка Мейсер                           | 27 червня 2011    | 1,68                   |
| Джексон та Лідія приїждають до магазину відеопрокату, де стають свідками вбивства продавця. Альфа не чіпає Джексона ,коли бачить глибокі рани на його шиї від кігтів Дерека. Лідія бачить Альфу, коли той вистрибує з вікна. Тим часом Дерек переконує Скота допомогти йому вбити Альфу, показуючи наслідки його дій. Тітка Кейт дарує Елісон на день народження фамільную прикрасу на шию. Скот переконує Елісон пропустити школу та відмінити її день народження. Стайлз переживає за Лідію, бо вона не з'являється у школі. Він приїжджає на до неї і застає дівчину у жахливому стані, після чого знаходить фотографію Альфи у її телефоні. Шериф Стілінскі навідується до ветеринара Доктора Дітона, щоб спитати з приводу фотографії, на якій видно спочатку велику тварину, що скидається на гірського лева, а пізніше це вже силует людини... |    |                                                          |               |                                         |                   |                        |
| 6 | 6  | «Heart Monitor» «Серце, як на долоні»                    | Тобі Уілкинс  | Деніел Синклер                          | 4 липня 2011      | 1,21                   |
| У гаражі на Скота нападає Дерек, кажучи йому, що навчання вовчим штукам вже почалося. Він пояснює Скоту, що той мусить бути насторожі постійно, а також триматись подалі від Елісон кілька днів. Після того, як Дерек йде, Скот стикається з Альфою, котрий малює спіраль на вікні його автівки, схожу на ту, під якою Дерек поховав свою сестру Лору. Вдома Скот питає Дерека про спіраль, але Дерек каже, що йому про це нічого не відомо. У школі Скот з усіх сил старається уникати Елісон. Стайлз також починає тренувати Скота контролювати себе, але у нього свої методи. |    |                                                          |               |                                         |                   |                        |
| 7 | 7  | «Night School» «Ніч у школі»                             | Тім Ендрю     | Джеф Влемінг                            | 11 липня 2011     | 1,66                   |
| Замкнені у школі, Скот та Стайлз намагаються з'ясувати, як вийти звідти так, щоб х не впіймав Альфа. Альфа не випускає їх зі школи та вбиває шкільного охоронця. Елісон отримує таємниче смс-повідомлення від Скота, який просить її зустрітись біля школи, після чого їде назустріч йому разом з Лідією та Джексоном. Незабаром всі вони опиняються у пастці в школі. Скот каже Елісон, що не слав їй смс. Джексон, Лідія та Елісон бажають знати, що відбувається і кому знадобилось на них нападати, і Скот, не знаючи, як їм пояснити каже, що у всьому винен Дерек. Лідія дзвонить у поліцію, але їх вже хтось попередив, що зі школи має надійти виклик-жарт. Скот вирішує йти та дістати ключі від запасного виходу з кишені мертвого охоронця. Елісон вмовляє його не ходити туди й не покидати їх,проте Скот каже, що він мусить зробити хоч щось... |    |                                                          |               |                                         |                   |                        |
| 8 | 8  | «Lunatic» «Лунатик»                                      | Тім Ендрю     | Моніка Мейсер                           | 18 липня 2011     | 1,76                   |
| Стайлз відводить Скота до лісу, щоб напитись, намагаючись втішити друга після того, як Елісон кидає його. До них підходять двоє чоловіків та намагаються відібрати пляшку, проте Скот лякає їх, частково перетворюючись у вовка. Наступного ранку виявляється, що школа знову відкрита після ремонту після трагічних подій тієї ночі. Скот починає дивно себе поводити, йому стає важко дихати у результаті нападу паніки. Стайлз вирішує закрити Скота на час повного місяця, бо Скот не може себе контролювати та може нашкодити собі або ще комусь... |    |                                                          |               |                                         |                   |                        |
| 9 | 9  | «Wolf's Bane» «Прокляття вовка»                          | Тім Ендрю     | Джонатан Ройслер                        | 25 липня 2011     | 1,93                   |
| Джексон взає секрет Скота та бажає стати перевертнем як Скот, хоча той намагається пояснити Джексонові, що це зруйнувало його життя. Джексон проводить багато часу з Елісон, намагаючись дошкулити Скоту та пориває відносини з Лідією. Дерек перебуває у бігах від поліції після того, як стає головним підозрюваним у нічних подіях у школі, відповідальність за які Скот звалив на нього. Батько Стайлза дізнається від шкільного вчителя хімії про те, що той зустрів Кейт Арджент 6 років назад та у дружній бесіді розповів їй, як за допомогою хімічних трюків підпалити будинок так, щоб це скидалось на нещасний випадок. Дерек розповідає Скоту про прикрасу на шию та просить хлопця знайти її, адже це допоможе розкрити деякі таємниці. Скот пробирається до кімнати Елісон та знаходить прикрасу між сторінок книги... про перевертнів. Скот розуміє, що Елісон вибрала вірну стежину у пошуках відповідей...                                                   |    |                                                          |               |                                         |                   |                        |
| 10 | 10 | «Co-Captain» «Другий капітан»                            | Расел Малкехі | Джеф Влемінг                            | 1 серпня 2011     | 1,49                   |
| Стайлз користується матеріалами розслідування свого батька, намагаючись знайти відповіді про жертви Альфи. Судячи з усього, Альфа вбивав лише тих, хто мав відношення до пожежі, котра вбила майже всю родину Хейл. Скот обурений тим, що Джексон все ще хоче стати перевертнем. Дерек та його дядько Пітер, який виявляється Альфою, з'являються у шкільній роздягальні, коли Скот лишається там наодинці. Вони хочуть, щоб Скот приєднався до зграї. Скот обурений тим, що Дерек стає на бік Альфи, який вбив його сестру. Елісон намагається знайти свій кулон та йде з Лідією до лісу. Там вона натикається на Скота та з несподіванки стріляє у нього з тазера. Вона вибачається і Скот віддає їй її прикрасу, кажучи, що він знайшов її випадково. Елісон обіймає його на прощання. Пізніше вона приходить до Скота додому, бажаючи поговорити, але тут до матері Скота приходить чоловік, з яким вона збирається йти на побачення, і він виявляться... Пітером Хейлом. |    |                                                          |               |                                         |                   |                        |
| 11 | 11 | «Formality» «Формальність»                               | Расел Малкехі | Моніка Мейсер                           | 1 серпня 2011     | 1,74                   |
| Елісон нажахана тим, що перевертні існують і що Дерек Хейл - один з них. Доктор Дітон, ветеринар, лікує пораненого Скота. У ветклініку приходить Пітер Хейл, Альфа, та вимагає віддати йому Скота, проте Дітон відмовляє йому. Тренер повідомляє Скоту, що через його погані оцінки йому заборонено йти на танці в суботу. Щоб не залишати Елісон без захисту, Скот примушує Джексона запросити Елісон на танці, а Елісон, в свою чергу, намагається вмовити Лідію піти зі Стайлзом. Тим часом Кейт катує Дерека і розуміє, що Скот і є Бета. Напившись, Джексон не хоче танцювати з Елісон і вона згоджується танцювати зі Скотом. Під час танцю Скот освідчується їй у коханні... |    |                                                          |               |                                         |                   |                        |
| 12 | 12 | «Code Breaker» «Зломщик коду»                            | Расел Малкехі | Джеф Девіс                              | 15 серпня 2011    | 2,08                   |
| Обернений Скот тікає від Арджентів. Кріс, батько Елісон, обурений тим, що Кейт усе розповіла його доньці і хоче відправити доньку до Вашингтону, поки Альфа живий. Елісон намагається змиритися з тим, що її хлопець перевертень. Альфа примушує Стайлза допомогти йому знайти Дерека та Скота, кажучи, що якщо Лідія не помре, то стане перевертнем. З допомоги Стайлза, він відслідковує мобільний Скота, який Дерек відібрав у хлопця. Скот знаходить Дерека та вмовляє його допомогти йому вбити Альфу. Коли Дерек відмовляється допомагати йому, Скот розповідає, що Пітер навмисне вбив сестру Дерека, щоб стати Альфою. В лікарні, де перебуває Лідія, Джексон та Стайлз натикаються на Кріса та його команду. Стайлз розповідає Крісові, що Кейт була тим, хто влаштував пожежу 6 років назад. |    |                                                          |               |                                         |                   |                        |

### Сезон 2 (2012)
| № | #  | Назва                               | Режисер                   | Сценарист                  | Дата показу в США | Глядачі США (мільйони) |
| --- | -- | ----------------------------------- | ------------------------- | -------------------------- | ----------------- | ---------------------- |
| 13 | 1  | «Omega» «Омега»                     | Расел Малкехі             | Джеф Девіс                 | 3 червня 2012     | 2,11                   |
| Батько Елісон забороняє доньці та Скоту бути разом. Тим часом мисливці та перевертні вирушають на пошуки Лідії, яка загадковим чином зникла з лікарні. Дерек починає створення власної зграї. |    |                                     |                           |                            |                   |                        |
| 14 | 2  | «Shape Shifted» «Той, що міняється» | Расел Малкехі             | Ендрю Кохран               | 4 червня 2012     | 1,75                   |
| Батько Айзека загадково гине в ніч перед повним місяцем. Скот, Стайлз та Дерек планують вилазку. |    |                                     |                           |                            |                   |                        |
| 15 | 3  | «Ice Pick» «Льодова пішня»          | Тім Ендрю                 | Люк Пасмор                 | 11 червня 2012    | 1,76                   |
| Дерек ініціює нових перевертнів у свою зграю. Батько Елісон починає тренувати доньку у вбивстві вовкулак. Скот попадає у сутичку з Дереком та його новою зграєю. |    |                                     |                           |                            |                   |                        |
| 16 | 4  | «Abomination» «Виродок»             | Тім Ендрю                 | Крістіан Тейлор            | 18 червня 2012    | 1,69                   |
| Скот та Елісон шукають бестіарій діда дівчини, де має бути інформація про нове створіння, яке в цей час нападає на Дерека та Стайлза у шкільному басейні. Дід Елісон, зрозумівши, що Скот — бета, нападає на нього з ножем та погрожує вбити його матір, якщо Скот не зробить те, чого він вимагатиме.                                                                           |    |                                     |                           |                            |                   |                        |
| 17 | 5  | «Venomous» «Отруйний»               | Тім Ендрю                 | Нік Антоска та Нік Віззіні | 25 червня 2012    | 1,65                   |
| Дерек зі своєю зграєю починає полювання на Каніму. Спочатку він підозрює Джексона, але, перевіривши хлопця паралізуючою отрутою, приходить до висновку, що він помилився. Після цього він впевнений, що Каніма — це Лідія, та як вона не пройшла перевірку. Скот, Елісон, Стайлз та Джексон намагаються врятувати Лідію, та в результаті всі дізнаються, хто ж насправді Каніма… |    |                                     |                           |                            |                   |                        |
| 18 | 6  | «Frenemy» «Друг-ворог»              | Расел Малкехі             | Джеф Девіс                 | 2 липня 2012      | 1,65                   |
| Дерек намагається вбити Джексона, котрий перетворився у Каніму. Скот та Стайлз закривають Джексона у поліцейському фургоні, щоб Дерек не убив його та розповідають хлопцеві, хто він. Лідія допомагає Елісон перекласти текст з древньолатинської мови. Дівчата дізнаються, що Каніма шукає не друга, а… хазяїна.                                                                |    |                                     |                           |                            |                   |                        |
| 19 | 7  | «Restraint» «Стриманість»           | Расел Малкехі             | Нік Антоска та Нік Віззіні | 9 липня 2012      | 1,72                   |
| Скот, Стайлз та Елісон шукають причину, за якої Джексон перетворився у Каніму, а не в перевертня. Друзі приходять до висновку, що причина, скоріше за все, криється у смерті батьків Джексона. Скот пропонує Дереку об'єднатись для того, щоб впоратися з Джексоном. Лідія майже відкрила таємницю укусу Пітера.                                                                 |    |                                     |                           |                            |                   |                        |
| 20 | 8  | «Raving» «Той, що марить»           | Расел Малкехі             | Джеф Девіс                 | 16 липня 2012     | 1,33                   |
| Скот, Стайлз та зграя Дерека розробляють план ловлі Каніми, котрий збирається в черговий раз вбити. Мисливці на перевертнів на чолі з батько Елісон також планують вбивство Джексона, в той час як матір Елісон вирішує вбити Скота, отруївши його аконітом. |    |                                     |                           |                            |                   |                        |
| 21 | 9  | «Party Guessed» «Вечірка»           | Тім Ендрю                 | Джеф Девіс                 | 23 липня 2012     | 1,65                   |
| День народження Лідії приходиться на повний місяць. На її вечірці всі п'ють напій, який пробуджує внутрішні страхи героїв. Дерек закриває свою зграю, щоб вберегти новачків від них самих та місто від випадкових жертв. Матір Елісон після укусу Дерека здійснює акт самогубства.                                                                                               |    |                                     |                           |                            |                   |                        |
| 22 | 10 | «Fury» «Фурія»                      | Тім Ендрю                 | Джеф Девіс                 | 30 липня 2012     | 1,60                   |
| Скотт, Стайлз та батько Стайлза нарешті розуміють, що за всіма вбивствами стоїть Метт. Дід Елісон переконує онуку відомстити за смерть матері, вбивши Дерека. Дерек дізнається про те, що Скот зрадив його, та як діяв за наказом діда Елісон. |    |                                     |                           |                            |                   |                        |
| 23 | 11 | «Battlefield» «Поле битви»          | Тім Ендрю                 | Джеф Девіс                 | 6 серпня 2012     | 1,72                   |
| дід Елісон шантажує Скота, погрожуючи смертю близьких йому людей. Бойд та Еріка — двоє зі зграї Дерека, попадають у западню, яку влаштував батько Елісон. Пітер розповідає Дереку секрет того, як впоратись з Джексоном. |    |                                     |                           |                            |                   |                        |
| 24 | 12 | «Master Plan» «Генеральний план»    | Тім Ендрю и Расел Малкехі | Джеф Девіс                 | 13 серпня 2012    | 1,71                   |
| Джексон, знаходячись в морзі, починає перероджуватись з бета-каніми в альфа-каніму — ще небезпечнішу істоту. Батько Елісон приєднується до Скота, роуміючи, що дід погано впливає на Елісон. |    |                                     |                           |                            |                   |                        |

### Сезон 3 (2013)
| No. | # | Назва                                  | Режисер        | Сценарист      | Дата показу в США | U.S.Глядачі США (мільйони) |
| --- | - | -------------------------------------- | -------------- | -------------- | ----------------- | -------------------------- |
| 25  | 1 | «Tattoo» «Тату»                        | Рассел Малкехі | Джеф Девіс     | 3 червня 2013     | 2.36                       |
| 26  | 2 | «Chaos Rising» «Зростання хаосу»       | Буде визначено | Буде визначено | 10 червня 2013    | 2.11                       |
| 27  | 3 | «Fireflies» «Світлячки»                | Буде визначено | Буде визначено | 17 червня 2013    | 1.67                       |
| 28  | 4 | «Unleashed» «Визволений»               | Буде визначено | Буде визначено | 24 червня 2013    | 1.91                       |
| 29  | 5 | «Frayed» «Пошарпані»                   | Буде визначено | Буде визначено | 1 липня 2013      | Буде визначено             |
| 30  | 6 | «Motel California» «Мотель Каліфорнія» | Буде визначено | Буде визначено | 8 липня 2013      | Буде визначено             |
| 31  | 7 | «Currents» «Струмені»                  | Буде визначено | Буде визначено | 15 липня 2013     | Буде визначено             |
| 32  | 8 | «Visionary» «Провидець»                | Буде визначено | Буде визначено | 22 липня 2013     | Буде визначено             |

## Спеціальні випуски
| №                                                                                         | Назва                              | Дата показу в США |
| ----------------------------------------------------------------------------------------- | ---------------------------------- | ----------------- |
| 1                                                                                         | «Origins» «Як все починалось»      | 21 травня 2012    |
| Годинне спеціальне резюме повного першого сезону «Вовченя».                               |                                    |                   |
| 2                                                                                         | «Revelations 205» «Одкровення 205» | 25 червня 2012    |
| Зірки «Вовченяти» обговорюють своїх персонажів та другий сезон на знімальному майданчику. |                                    |                   |
| 3                                                                                         | «Revelations 212» «Одкровення 212» | 13 серпня 2012    |
| Інтерв'ю з акторами та творцями про фінал другого сезону і про те, що буде в третьому.    |                                    |                   |